# Tony Vaccaro
Tony Vaccaro, también conocido como Michael A. Vaccaro (Greensburg, Pensilvania, 20 de diciembre de 1922-Greensburg, 28 de diciembre de 2022), fue un fotógrafo y periodista estadounidense, célebre por sus fotografías realizadas en Europa entre 1944 y 1945 en plena II Guerra Mundial en la cual participó como soldado lo que le valió un aporte significativo en la historia y desarrollo del  fotoperiodismo y por lo cual fue contratado después de la guerra para numerosas revistas estadounidenses. La cámara que lo hizo popular fue la Argus C3.

## Infancia
Tony Vaccaro nació el 20 de diciembre de 1922 en Greensburg (Pensilvania, EE. UU.) y fue el segundo y único varón de los tres hijos de inmigrantes italianos. Fue bautizado como Michelantonio Celestino Onofrio Vaccaro. Su padre era Giuseppe Antonio Vaccaro (nacido el 14 de octubre de 1874 en Bonofre, Molise, Italia). En 1926 la familia regresó a Bonofre y Tony pasó allí su adolescencia.
Cuando comenzó la II Guerra Mundial, Tony Vaccaro, de 17 años, fue a Estados Unidos para escapar del régimen fascista y del servicio militar en Italia. En los Estados Unidos terminó los estudios medios en New Rochelle (Nueva York). En 1943, fue reclutado por el Ejército de los Estados Unidos y enviado a Europa en 1944.

## Soldado y periodista
Vaccaro combatió entre 1944 y 1945 en la División de Infantería N.º 83 de los Estados Unidos, primero en Normandía y luego en Alemania. Su tarea como explorador le permitió un gran tiempo libre para dedicarse a tomar fotografías. Para el fin de la guerra en Europa, Vaccaro era ya oficial de fotografía para el periódico de la división. En septiembre de 1945 fue dado de alta del servicio militar. Vaccaro permaneció en Alemania en donde logró sus primeros empleos como fotógrafo para las autoridades estadounidenses estacionadas en Fráncfort del Meno y después para Weekend, un suplemento dominical del periódico Stars and Stripes del Ejército estadounidense. Vaccaro permaneció allí hasta 1949 haciendo fotografías de posguerra en Alemania y por toda Europa.

## Regreso a Estados Unidos
Después de su regreso a Estados Unidos en 1949, trabajó para la revista Life y para Look. Fotografías de su extensivo trabajo durante la guerra fueron publicadas en 2001 en su libro "Entrando en Alemania: Fotografías 1944-1949". De sus fotografías de guerra se perdieron 4 mil tomas en un accidente en 1948. En 1994 recibió un premio francés, el Légion d'honneur, durante las celebraciones de los 50 años del Día-D o la Invasión en Normandía.

## Literatura
- Vaccaro, T.: Entrando en Alemania: Fotografías 1944-1949, Taschen Verlag, 2001. ISBN 3-8228-5908-7.